# Programma Zond
Zond (in russo Зонд?; lett. "sonda") è il nome che venne dato a 2 serie di missioni spaziali sovietiche senza equipaggio effettuate dal 1964 al 1970 per raccogliere informazioni sui pianeti più vicini, sulla Luna e per testare questo tipo di sonde. Le sonde erano una variante delle navette con equipaggio Sojuz, che consisteva nel modulo di servizio e in quello di discesa però senza il modulo orbitale.

## Missioni basate sulla sonda planetaria 3MV
Le prime tre missioni erano basate su il modello della sonda planetaria 3MV e avevano come scopo l'esplorazione di Venere e Marte. Dopo due fallimenti, la Zond 3 venne inviata in una missione di test, fotografando il lato nascosto della Luna (fu la seconda sonda spaziale a farlo) e continuando poi la sua missione in orbita attorno a Marte.

## Missioni attorno alla Luna
Le missioni dalla 4 alla 8 erano test di volo per voli con equipaggio attorno alla Luna. Venne utilizzata la navetta Sojuz 7K-L1 (nota come L1) e le sonde vennero lanciate con un razzo Proton il quale aveva appena l'energia necessaria per mandare le Zond in una traiettoria di ritorno circumnavigando la Luna senza entrare in orbita lunare (lo stesso percorso fatto dall'Apollo 13 nel suo aborto d'emergenza). Le missioni potevano trasportare 1 o 2 astronauti.
C'erano seri problemi di affidabilità sia con il nuovo razzo Proton che con la nuova Sojuz, ma i voli di prova continuarono anche se con alcuni guasti tecnici. Il volo senza equipaggio della Zond 5 attorno alla Luna nel settembre del 1968 fu una delle ragioni che spinsero la NASA ad inviare l'Apollo 8 in una rischiosa missione in orbita lunare già alla fine del dicembre 1968: la CIA aveva infatti avvisato l'ente spaziale statunitense che i russi stavano progettando un volo con equipaggio e la NASA non voleva far passare i voli americani in secondo piano.
Effettivamente i russi avrebbero potuto attuare il primo volo attorno alla Luna tra il 1968 e il 1969. Tuttavia, quattro di questi cinque voli Zond soffrirono di malfunzionamenti che avrebbero avuto gravi conseguenze, financo letali, per l'eventuale equipaggio.
La strumentazione di volo di queste missioni raccolse dati sui flussi di micrometeore, sui raggi cosmici e solari, sui campi magnetici, sulle emissioni radio e sul vento solare. Vennero messi in orbita anche i carichi utili biologici e si scattarono diverse fotografie.

## Cronologia

### Missioni basate sulla sonda planetaria 3MV
- Zond 1
  - Lanciata il 2 aprile 1964
  - Perde le comunicazioni il 14 maggio 1964
  - Flyby con Venere il 14 luglio 1964
- Zond 1964A
  - Lanciata il 4 giugno 1964
  - Lancio fallito
  - Previsto flyby lunare per testare la sonda per le future missioni su Marte
- Zond 2
  - Lanciata il 30 novembre 1964
  - Perde le comunicazioni nel maggio 1965
  - Flyby di Marte il 6 agosto 1965
- Zond 3
  - Lanciata il 18 luglio 1965
  - Flyby della Luna il 20 luglio 1965
- Zond 1967A
  - Lanciata il 28 settembre 1967
  - Va fuori rotta 60 secondi dopo il lancio. La capsula viene espulsa.
  - Previsto un flyby con la Luna

### Missioni di test con Soyuz 7K-L1
- Zond 4
  - Lanciata il 2 marzo 1968
- Zond 1968A
  - Lanciata il 23 aprile 1968
  - Il secondo stadio fallisce 260 secondi dopo il lancio
  - Previsto un flyby con la Luna
- Zond 5
  - Lanciata il 15 settembre 1968
  - Volo attorno alla Luna il 18 settembre 1968
  - Ritorno a Terra il 21 settembre 1968
- Zond 6
  - Lanciata il 10 novembre 1968
  - Volo attorno alla Luna il 14 novembre 1968
  - Ritorno a Terra il 17 novembre 1968
- Zond L1S-1
  - Lanciata il 21 febbraio 1969
  - Fallisce il primo stadio. Il sistema di salvataggio della capsula si attiva 70 secondi dopo il lancio. La capsula viene recuperata.
  - Previsti test dell'orbiter lunare e del razzo N1
- Zond L1S-2
  - Lanciata il 3 luglio 1969
  - Fallito il primo stadio. La capsula viene recuperata.
  - Previsti test dell'orbiter lunare e del razzo N1
- Zond 7
  - Lanciata il 7 agosto 1969
  - Flyby con la Luna l'11 agosto 1969
  - Ritorno a Terra il 14 agosto 1969
- Zond 8
  - Lanciata il 20 ottobre 1970
  - Flyby con la Luna il 24 ottobre 1970
  - Ritorno a Terra il 27 ottobre 1970
- Zond 9
  - Pianificata ma cancellata
- Zond 10
  - Pianificata ma cancellata